# Lady Gaga Live at Roseland Ballroom
Lady Gaga Live at Roseland Ballroom – rezydentura amerykańskiej piosenkarki Lady Gagi odbywająca się w nowojorskiej Roseland Ballroom. Koncerty odbywały się od 28 marca do 7 kwietnia 2014, a setlista zawierała utwory z albumów The Fame, The Fame Monster, Born This Way i Artpop.  

## Tło
19 października 2013 ogłoszono, że sala koncertowa Roseland Ballroom, która znajdowała się na 53. ulicy na Manhattanie, zostanie zamknięta w kwietniu 2014, po ponad 50 latach funkcjonowania w ówczesnej lokalizacji. Dokładnie miesiąca później poinformowano, że Lady Gaga zagra tam ostatnie koncerty podczas kameralnej, czterodniowej rezydencji 28 marca, 30 marca, 31 marca i 2 kwietnia 2014. Piosenkarka przyznała, że zagranie w Roseland było jej marzeniem, stwierdzając w wywiadzie z czasopismem The New Yorker, że „to w zasadzie jedyne miejsce w mieście, w którym nie grałem”. Bilety trafiły do sprzedaży za pośrednictwem portalu Ticketmaster 25 listopada; bilety kosztowały 50 dolarów za piętro i 200 dolarów za antresolę. W związku z dużym zainteresowaniem wydarzenia zdecydowano się dodać trzy daty koncertów 4 kwietnia, 6 kwietnia i 7 kwietnia 2014. 

## Opis koncertu
Na podstawie źródła:

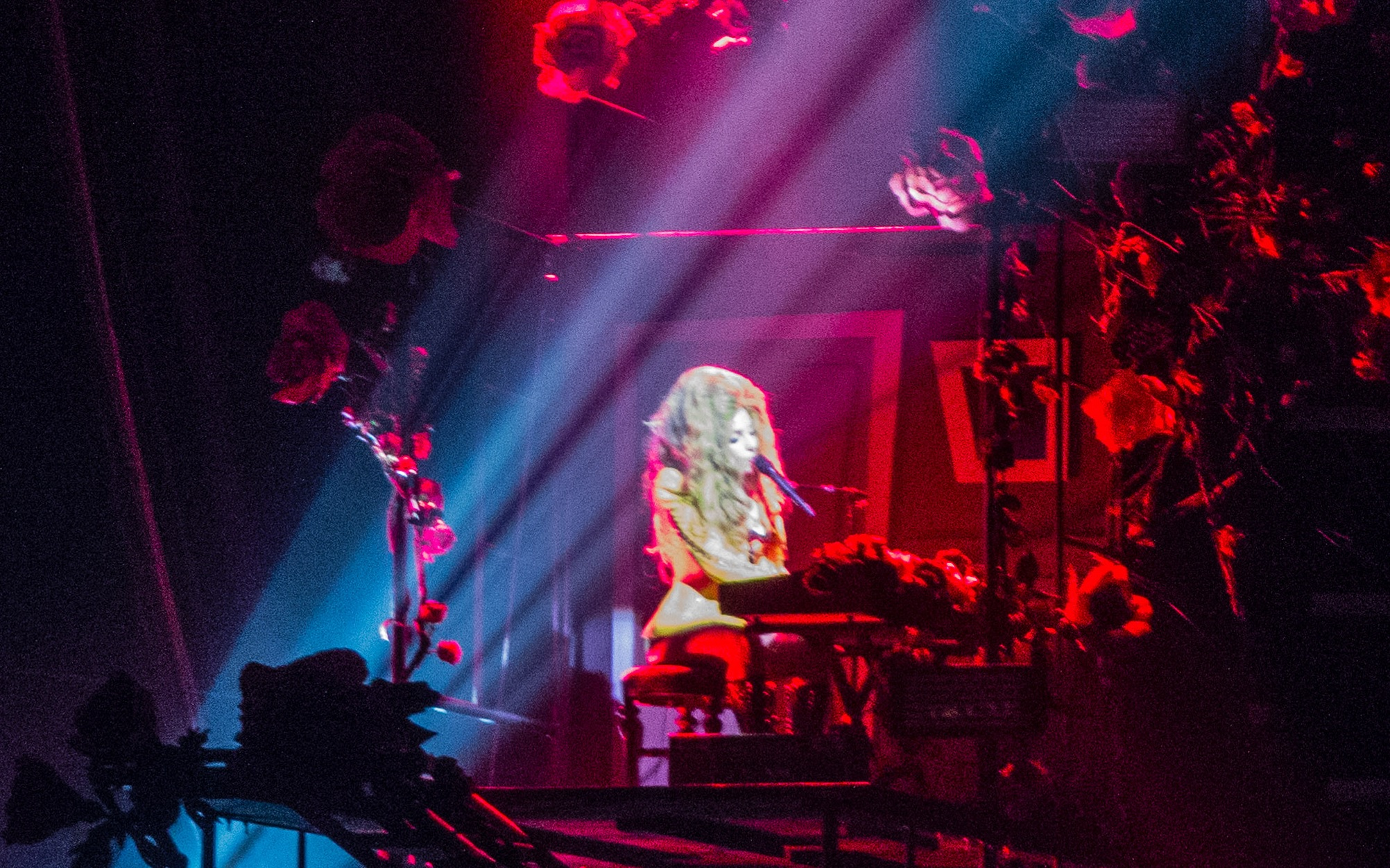
Lady Gaga rozpoczynająca koncert utworem „Born This Way” w akustycznej wersji

Wydarzenie trwa około 60 minut i zawierało jedenaście utworów z czterech albumów studyjnych piosenkarki. Występ rozpoczynał się pojawieniem się Gagi na szczycie platformy i wykonaniu akustycznej wersji utworu „Born This Way”. Następnie piosenkarka, pozostając na platformie, wykonywała utwór „Black Jesus + Amen Fashion” w fioletowej sukni i marynarce, tańcząc wraz z grupą tancerzy. Po zmianie kostiumu Gaga powracała na scenę i wykonywała utwór „Monster”, będąc ubrana w czerwony skórzany kombinezon z dodatkiem róż umocowanych we włosach. Kolejnym utworem wykonywanym przez piosenkarkę był „Bad Romance”, podczas którego tańczyła wraz z grupą tancerzy, a w połowie piosenki wdrapywała się za pomocą drabiny na półpiętro, gdzie wykonywała ostatni refren singla. Piosenka „Sexxx Dreams” była wykonywana wraz z układem tanecznym Gagi i dwóch tancerzy. Następnie Gaga przechodziła na drugą scenę, gdzie przy pianinie wykonywała ballady „Dope” oraz „Yoü and I”. 
Trzecia zmiana kostiumu miała miejsce podczas występu „Just Dance” na głównej scenie, podczas którego miała na sobie żółtą kurtkę i krótkie szorty w tym samym kolorze. Po tym utworze Gaga powracała do pianina na scenie bocznej, gdzie wykonywała piosenkę „Poker Face” w akustycznej wersji. Kolejny kostium, jaki ubierała Gaga to fioletowe bikini i kurtka, które miała na sobie podczas wykonywania utworu „Applause”. Pod koniec piosenki na publiczność spadło konfetti, a po krótkiej przerwie Gaga pojawiła się w białym kombinezonie, by wykonać bis, czyli singiel „G.U.Y.” 

## Reakcja krytyków

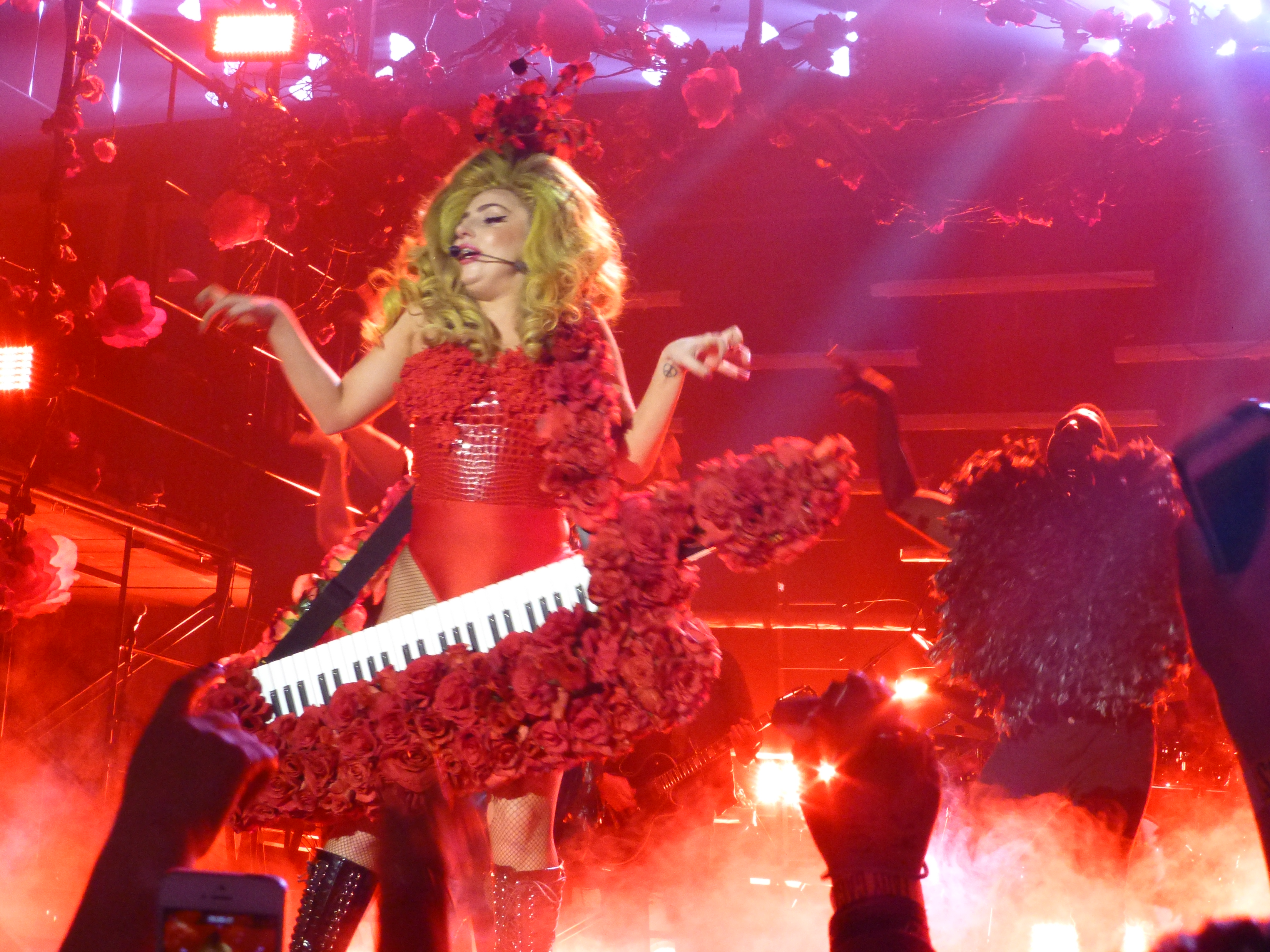
Lady Gaga wykonująca utwór „Bad Romance”

Rezydentura otrzymała pozytywne recenzje. Andrew Hammp z Billboard nazwał rezydencję „elektryzującą” i podkreślił kameralny klimat wydarzenia. Jon Caramanica w recenzji dla magazynu The New York Times pochwalił wokalne zdolności Gagi oraz rockowy styl koncertowy. Adam Markovitz z Entertainment Weekly również pochwalił wokal piosenkarki, jednocześnie zwracając uwagę na jej dobry kontakt z publicznością. Caryn Ganz z czasopisma Rolling Stone zauważyła, że utwory podczas rezydencji nie dawały możliwości na zbyt wiele choreografii, ale uznała, że występ Gagi był „magiczny”, szczególnie podczas śpiewania utworu „You and I”. Hilary Hughes z USA Today zwróciła uwagę na skalę wokalną Gagi, zwłaszcza podczas akustycznej interpretacji „Dope” i „Just Dance”. Krytyczka uznała, że najlepsze momenty występów to te, w których występowały stonowane wersje singli Gagi, takich jak „Born This Way” i „Poker Face”, a nie ekstrawagancka choreografia z „Bad Romance” i „GUY”. Amanda Holpuch z The Guardian pochwaliła wokal Gagi oraz stroje piosenkarki, jednak stwierdziła, że w show brakowało czegoś zaskakującego. 

## Listy utworów
Na podstawie źródła:
1. „Born This Way” (akustyczna wersja)
2. „Black Jesus + Amen Fashion”
3. „Monster”
4. „Bad Romance”
5. „Sexxx Dreams”
6. „Dope”
7. „You and I”
8. „Just Dance”
9. „Poker Face”
10. „Applause”
11. „G.U.Y.”

## Lista koncertów
| Data            | Lokalizacja       | Support        | Frekwencja             | Dochód (USD) | Przypisy |
| --------------- | ----------------- | -------------- | ---------------------- | ------------ | -------- |
| 28 marca 2014   | Roseland Ballroom | Lady Starlight | 24,532 / 24,532 (100%) | 1,522,800 $  | [ 16 ]   |
| 31 marca 2014   | Roseland Ballroom | Lady Starlight | 24,532 / 24,532 (100%) | 1,522,800 $  | [ 16 ]   |
| 30 marca 2014   | Roseland Ballroom | Lady Starlight | 24,532 / 24,532 (100%) | 1,522,800 $  | [ 16 ]   |
| 2 kwietnia 2014 | Roseland Ballroom | Lady Starlight | 24,532 / 24,532 (100%) | 1,522,800 $  | [ 16 ]   |
| 4 kwietnia 2014 | Roseland Ballroom | Lady Starlight | 24,532 / 24,532 (100%) | 1,522,800 $  | [ 16 ]   |
| 6 kwietnia 2014 | Roseland Ballroom | Lady Starlight | 24,532 / 24,532 (100%) | 1,522,800 $  | [ 16 ]   |
| 7 kwietnia 2014 | Roseland Ballroom | Lady Starlight | 24,532 / 24,532 (100%) | 1,522,800 $  | [ 16 ]   |